# Karl Blümel
Karl Blümel (* 17. Mai 1938 in Bielei, Tschechoslowakische Republik) ist ein deutscher Bildhauer.

## Leben und Werk
Die Familie Blümels wurde in der Folge des Zweiten Weltkriegs aus Böhmen vertrieben und kam in die Sowjetische Besatzungszone.
Blümel studierte an der Ernst-Moritz-Arndt-Universität Greifswald Pädagogik und von 1965 bis 1969 bei Heinrich Drake an der Kunsthochschule Berlin-Weißensee Plastik. Anschließend arbeitete er in Berlin als freischaffender Bildhauer. 1971/1972 war er Meisterschüler Drakes an der Deutschen Akademie der Künste. Er nahm 1975 am 2. Symposium Berliner Bildhauer in Reinhardtsdorf und 1987 am 2. Internationalen Bildhauersymposiums Berlin im Künstlerhof Berlin-Buch teil.
Blümel erhielt wiederholt Aufträge für Arbeiten zur Gestaltung von Neubau-Wohngebieten, u. a. in Berlin und in Schwerin. Von 1976 bis 1982 war er Mitglied des Kollektivs, das die künstlerische Gestaltung des großen Neubaugebiets Marzahn konzipierte.
Blümel war bis 1990 Mitglied des Verbands Bildender Künstler der DDR und erhielt als Mitglied eines Kollektivs den Orden Banner der Arbeit. Er hatte sein Atelier im Künstlerhof Buch.

## Werke im öffentlichen Raum (Auswahl)
- Hockende auf einer Kugel, Ruhende Familie und Vogeltränke (1979; drei als Ensemble aufgestellte Plastiken; Sandstein; Berlin, Grünanlage Allee der Kosmonauten 137/Murtzahner Ring 10)[3]
- Mitwelt (1987, Stele, Sandstein, Höhe 2,50 m; Berlin-Buch, Schlosspark)[4]
- Weltall-Erde-Mensch (Stele, Sandstein; Berlin, Allee der Kosmonauten, hinter der „Gaststätte am Anger“)
- Drei Frauen (1987; Sandstein, Höhe 1,65 m; Berlin, am Dorfteich Bohnsdorf)[5]

## Ausstellungen (mutmaßlich unvollständig)

### Einzelausstellung
- 1975: Berlin

### Teilnahme an zentralen und wichtigen regionalen Ausstellungen in der DDR
- 1975: Berlin, Bezirkskunstausstellung
- 1975: Berlin, Akademie der Künste („Meisterschüler der DAK stellen aus“)
- 1980/1981: Berlin, Ausstellungszentrum am Fernsehturm („Berliner Kunst. Malerei, Grafik, Plastik – Retrospektive“)
- 1982/1983 und 1987/1988: Dresden, IX. und X. Kunstausstellung der DDR